# City of Canada Bay
City of Canada Bay är en kommun i Australien. Den ligger i delstaten New South Wales, i den sydöstra delen av landet, nära delstatshuvudstaden Sydney. Antalet invånare var 88 015 vid folkräkningen 2016. Arean är 19,8 kvadratkilometer.
Följande samhällen finns i Canada Bay:
- Concord
- Drummoyne
- Concord West
- Rhodes
- Wareemba
- Canada Bay
- Mortlake